# 안전모

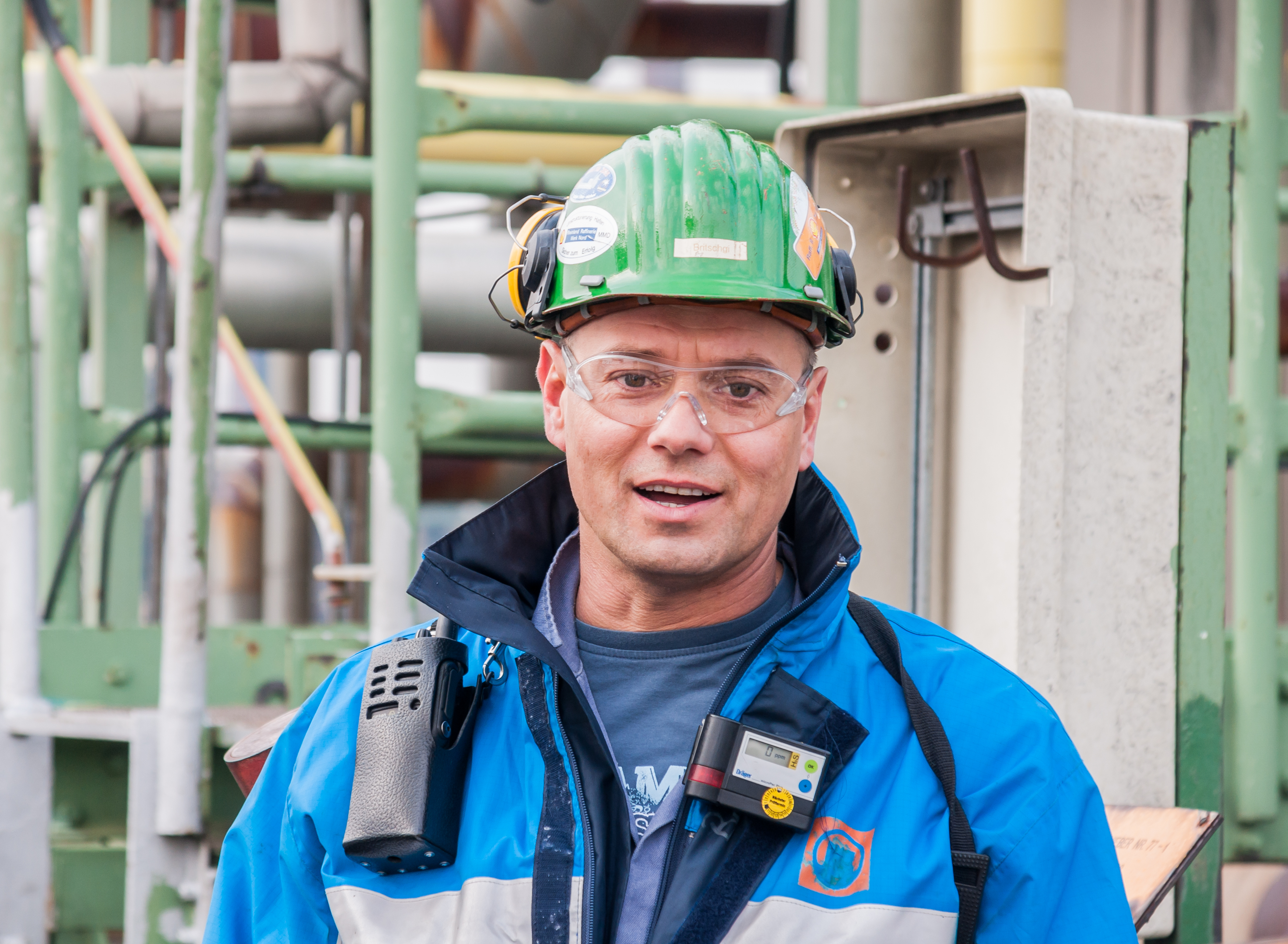
열가소성 플라스틱 안전모를 착용한 산업 감독관

안전모(安全帽, 영어: hard hat, 독일어: Schutzhelm)는 산업현장 또는 건축현장 등지에서 낙하물, 파편, 비, 전기충격 등로부터 머리를 보호하기 위해 쓰는 헬멧이다. 안전모 내부의 착장체와 충격흡수재 등을 통해 머리 위로 가해지는 충격을 분산한다.
경작업모(輕作業帽, 범프캡, 영어: bump cap)는 안전모에 비해 가볍고 단순한 구조로 작업자의 머리가 구조물이나 장비에 끼이거나 긁히는 것을 방지하기 위해 사용되나, 안전모만큼의 충격을 흡수하지는 못한다.

## 구조
안전모의 구조는 모체와 착장체(머리받침끈, 땀방지대, 머리받침 고리) 또는 흡수 라이너 및 턱 끈으로 구성되어 있다.

## 역사
작업 중 머리를 보호하기 위해 특별히 고안된 장구는 안전모가 만들어지기 이전부터 광부나 조선공들에 의해 쓰이고 있었다.
경영학자인 피터 드러커는 소설가 프란츠 카프카가 보헤미아 왕국의 노동자 상해보험회사에서 일할 때 처음으로 현재 쓰이는 형태의 안전모를 고안하였다고 하였으나, 그 사실을 증명할 자료를 찾기는 힘들다.
미국에서는 가죽으로 된 작업용 보호모를 제작했던 E.D. 불라드 컴퍼니(E.D. Bullard Company)에서 1차 세계대전의 영국군이 사용했던 브로디 철모에서 영감을 받아 1919년 내부 착장체가 있는 안전모를 제작했다. 또한 미국의 MSA는 1930년 강화 베이클라이트로 만든 절연 안전모인 "스컬가드"(Skullgard) 헬멧을 선보였다.

## 안전모 색상
안전모는 아무 색깔이나 착용하는 것이 아니라 신분에 따라 착용하는 안전모의 색깔이 다르다.
- 빨간색: 신호수, 반장, 소방안전관리자
- 녹색: 비계공, 차량유도자, 안전관리자
- 파란색: 차량유도자
- 진녹색: 전기공, 전기안전관리자
- 흰색: 관리 감독자, 일반 노동자
- 노란색: 일반 노동자, 안전관리자

## 안전모 종류
- MP형
- 전부위차향형
- 캡형

## 같이 보기
- 고글
- 안전공학